# Nephtys hudsonica
Nephtys hudsonica är en ringmaskart som beskrevs av Chamberlin 1920. Nephtys hudsonica ingår i släktet Nephtys och familjen Nephtyidae. Inga underarter finns listade i Catalogue of Life.